# Lindiwe Mabuza
Lindiwe Mabuza, född 13 augusti 1938 i Newcastle i KwaZulu-Natal, död 6 december 2021, var en sydafrikansk docent, poet, politiker och författare. Hon var en aktivist mot det sydafrikanska apartheid-systemet. Mellan 1979 och 1986 drev hon ANC:s representationskontor i Stockholm. Efter många år i politisk exil var hon senare med i den första demokratiskt folkvalda regeringen i Sydafrika, under Nelson Mandela. Bland annat var hon Sydafrikas ambassadör i Tyskland i slutet av 1990–talet och 2001–2009 även ambassadör i Storbritannien.